# Неизвестный Мао
Неизвестный Мао (англ. Mao: The Unknown Story) — биография основателя Китайской Народной Республики Мао Цзэдуна, написанная супругами, писательницей Юн Чжан и историком Джоном Холлидеем. В книге Мао приписывается ответственность за большее количество смертей мирных жителей, чем Адольфу Гитлеру или Иосифу Сталину.
Перед написанием книги авторы провели обширное исследование, на протяжении десяти лет они интервьюировали близких Мао людей и тех, кто был с ним знаком; исследовали уже изданные мемуары китайских политиков, а также изучили рассекреченные архивы в России и Китае. Чжан жила в эпоху Культурной революции, которую описала в романе «Дикие лебеди».
Биография Мао быстро стала бестселлером в Европе и Северной Америке, получив большое количество положительных отзывов в газетах. Отзывы китайских учёных были, в основном, критическими.

## Сюжет
Чжан и Холлидэй считают, что с самого начала пребывания у власти Мао вела жажда власти, а своих политических оппонентов он арестовал и убил, в том числе некоторых друзей; это не соответствует общепринятой точке зрения на его ранние годы. Они утверждают, что без поддержки Сталина в 1920—1930-х годах Мао не смог бы получить полный контроль над партией, а также что решения Мао во время Великого похода не всегда были удачными, и не соответствуют тому, что приписывает Мао пропаганда; Чан Кайши, говорится в книге, не преследовал китайскую Красную армию, и не брал в плен её солдат.
Регионы, которые контролировали коммунисты Второго Объединённого фронта и во время гражданской войны, такие как Яньань и Цзянси, управлялись посредством террора и финансировались за счёт торговли опиумом. По утверждению авторов, Мао пожертвовал тысячами солдат, чтобы избавиться от нескольких соперников, например, Чжан Готао, и не стремился сражаться с японскими захватчиками. Несмотря на происхождение из крестьян, Мао к 1949 году, когда он пришёл к власти, перестал заботиться о благополучии простых земледельцев. Он продавал урожай, чтобы субсидировать промышленность, а запугивание несогласных привело к голоду после «Большого скачка», унёсшему множество жизней. Голод усугублялся продолжающимся экспортом зерна.

### Великий поход
Авторы считают, что Великий поход не был героическим усилием, как его описывает КПК, а роль Мао как лидера преувеличена. Официально он описывался как воодушевляющий командир, но во время марша он шёл в арьергарде, командуя небольшими по численности войсками. Почти все участники Похода его не любили, а его тактические и стратегические умения были слабы. Кроме того, в книге говорится о том, что Чан Кайши позволил коммунистам проследовать почти без сопротивления, так как его сын был в заложниках в Москве.
Коммунистическая верхушка рисует Мао привилегированным человеком, который всегда заботился о подчинённых, оберегая их от проблем. Несмотря на большое число жертв среди солдат, предположительно, высокие армейский чины в войне не погибли.
В книге говорится, что, в отличие от революционной мифологии, в реальности сражения на мосту Лудин не происходило и рассказы о героическом противостоянии являются лишь пропагандой. Чжан нашла свидетеля, Ли Сюжэня, сказавшего ей о том, что мост не поджигали, да и битвы на нём не было. Чжан утверждает, что, несмотря на заявления коммунистов, сражение пережили все бойцы авангарда. Кроме того, по военным картам и записям переговоров Гоминьдана видно, что охрана моста была снята до прихода коммунистов.
Несколько исторических работ, в том числе написанных вне КНР, описывают это сражение, хотя и не столь героическим. Гаррисон Солсбери в «Долгом марше» и Шарлотта Солсбери в «Дневнике Великого похода» упоминают сражение за Лудин, но оба историка основывались на информации из вторых рук. В прочих работах с этой точкой зрения не согласны: китайская журналистка Сунь Шиюнь согласилась с тем, что официальные записи были искажены. Она интервьюировала кузнеца из той местности, который сказал: «Когда [гоминьдановские войска] увидели солдат, они запаниковали и бежали, а командование бежало задолго до того. Битвы особой не было». Архивы Чэнду поддерживают это утверждение.
В октябре 2005 года газета The Age написала, что не сумела разыскать свидетелей Чжан. Кроме того, The Sydney Morning Herald нашёл 85-летнюю старуху, свидетельницу битвы, Ли Гусю, которой было 15 лет в момент сражения, которая утверждала, что битва имела место: «Сражение началось вечером. Со стороны красной армии было много убитых. Гоминьдан открыл огонь по надстройке моста, чтобы перебить цепи, и одна из них перебилась. После этого Красной армии потребовалось семь дней и семь ночей, чтобы захватить мост».
В речи, произнесённой в Стэнфордском университете, бывший советник по национальной безопасности США Збигнев Бжезинский упомянул беседу, которую имел с Дэн Сяопином. Дэн, по словам Бжезинского, улыбнулся и сказал: «Ну, так об этом говорят в пропаганде. Нужно было поднять боевой дух солдат. На деле там была очень простая операция».

### Производство опиума
Одно из утверждений книги — Мао не просто терпел производство опиума, но и торговал им в обмен на финансирование армии. Согласно русским данным, найденным авторами, торговля шла с годовым оборотом в 60 миллионов долларов США. Она была остановлена только выросшей экономикой и выступавшими против неё высокими чинами.

### Кампании против политических оппонентов
Утверждается, что Мао причинял своим подчинённым ненужные страдания, подвергал их риску лишь затем, чтобы уничтожить своих оппонентов. Чжан Готао, соперник по Политбюро, был отправлен в 1936 с войском в безнадёжное сражение в пустыне Гоби. После этого Мао приказал казнить выживших.
Чжан и Холлидэй считают, что были и другие тайные способы борьбы с противниками, помимо террора (Пусть расцветают сто цветов) и операций вроде Культурной революции Мао дважды пытался отравить Ван Мина, другого конкурента, которому в итоге пришлось искать убежища в России.

### Японо-китайская война
Чжан и Холлидэй пишут, что, в отличие от официальных данных, где коммунистические силы вели трудную партизанскую войну против японских войск, в реальности сражения были редки. Мао были нужны люди для войны с Гоминьданом, и он злился, когда бойцы Красной армии нападали на японских военных.

### «Спящие агенты»
Значимые фигуры Гоминьдана в книге объявлены тайными шпионами коммунистов, одним из них был Ху Цзуннань, генерал НРА. Сын Ху отверг эти обвинения, а конфликт с ним заставил издателей отменить выпуск книги на Тайване.

### Корейская война
Мао обещал китайское подкрепление Ким Ир Сену (руководителю Северной Кореи) перед Корейской войной. Холлидэй исследовал этот вопрос в своей работе Korea: The Unknown War.

### Количество жертв
Книгу начинает высказывание о том, что Мао ответственен за смерти 70 миллионов смертей в мирное время, больше, чем кто-либо другой в XX столетии. Чжан и Холлидэй утверждают, что Мао стремился к двукратному уменьшению численности населения для достижения военного и ядерного превосходства. Оценки погибших в период его правления разнятся, и оценка авторов одна из наиболее высоких. Синолог Стюарт Шрэм (англ. Stuart Schram) в отзыве отмечает, что «точные цифры… оцениваются информированными писателями в 40—70 миллионов».
Китайские учёные соглашаются с тем, что голод во время Большого скачка привёл к десяткам миллионов смертей, Чжан и Холлидэй считают этот голод виновником половины всех 70 000 000 смертей. Официальные цифры Ху Яобана (1980) — 20 млн, а оценка Филипа Шорта в книге 2000 года «Mao: A Life» называет наиболее вероятным число жертв от 20 до 30 млн, а цифра авторов книги — 37,67 миллиона. Историк Стюарт Шрэм называет эти данные «вполне вероятно наиболее точными». Ян Цзишэн, член КПК и бывший корреспондент Синьхуа, приводит цифры в 36 миллионов. В книге 2010 года англ. Mao's Great Famine: The History of China's Most Devastating Catastrophe, 1958-62, гонконгский историк Франк Дикёттер (англ. Frank Dikötter), получивший доступ к недавно открытым китайским архивам, заявляет о 45 миллионах погибших, говоря, что Большой скачок — «одно из наиболее страшных убийств в человеческой истории».
Профессор Рудольф Руммель опубликовал обновлённые данные по мировым демоцидам в 2005 году, заявив, что считает цифры Чжан и Холлидэя самыми точными, а также что он исправил свои данные согласно их отчётам.

## Критические отзывы
Книга Чжан и Холлидэй подверглась жёсткой критике некоторыми учёными. Не отрицая того, что Мао — «чудовище», несколько историков, специализирующихся на современной китайской истории и политике, усомнились в точности некоторых выводов, поставив под вопрос их объективность; указывали на избирательность в использовании доказательств.
Девид Гудман, профессор современной китаистики в техническом университете Сиднея, написал крайне критический отзыв на книгу в издание The Pacific Review. Он предположил, что авторы исходили из посыла о заговоре среди учёных, которые предпочитают не раскрывать правды. Гудман также критиковал полемический стиль «Неизвестного Мао», кроме того, он жёстко отрицательно отозвался о методологии и некоторых конкретных выводах.
Профессор Колумбийского университета Томас Бернштейн отозвался о книге как о «…большой трагедии для современной китаистики» из-за того, что «учёность поставлена в служение, чтобы уничтожить репутацию Мао. Результатом этого становится колоссальное количество вырванных из контекста цитат, искажение фактов, упущение многого, что делает Мао сложной, противоречивой и многогранной фигурой».
Детальная экспертиза «Неизвестного Мао» была опубликована в январском номере The China Journal за 2006 год. Профессора Грегор Бентон (Кардиффский университет) и Стив Цзан (У—Д. Tsang; Оксфордский университет) утверждают, что в книге «неверно интерпретированы источники, они используются выборочно, вне контекста, или же искажены для того, чтобы выставить Мао в безжалостно плохом свете».
Тимоти Чик (Университет Британской Колумбии) заявил, что «книга Чжан и Холлидэя — не историческая в общепринятом смысле этого слова», а «читается как захватывающая версия китайской мыльной оперы».

### Ответ на критику
В декабре 2005 года в The Observer вышла статья о книге, в которую включили небольшую ремарку, где Чжан и Холлидэй отвечали на основную критику.

Процитированные взгляды учёных на Мао и китайскую историю — это общепринятые данные, о которых мы имели представление в процессе создания книги. Мы пришли к собственным выводам относительно событий в процессе своего десятилетнего исследования.
Оригинальный текст (англ.)the academics' views on Mao and Chinese history cited represent received wisdom of which we were well aware while writing our biography of Mao. We came to our own conclusions and interpretations of events through a decade's research.
— 
Авторы также ответили Эндрю Нэтэну в письме к The London Review of Books.

## Издания
на английском языке
- Publisher: Random House
  - Publication date: June 2, 2005
  - ISBN 0-224-07126-2

- Publisher: Knopf
  - Publication date: October 18, 2005
  - ISBN 0-679-42271-4

на русском языке
- Чжан Ю., Холлидей Дж. Неизвестный Мао. — М.: Центрполиграф, 2007. — 845 с. ISBN 978-5-9524-2896-6

на китайском языке
- Издатель: Open Magazine Publishing (Hong Kong)
  - Дата публикации: September 6, 2006
  - ISBN 962-7934-19-4